# Хіральда

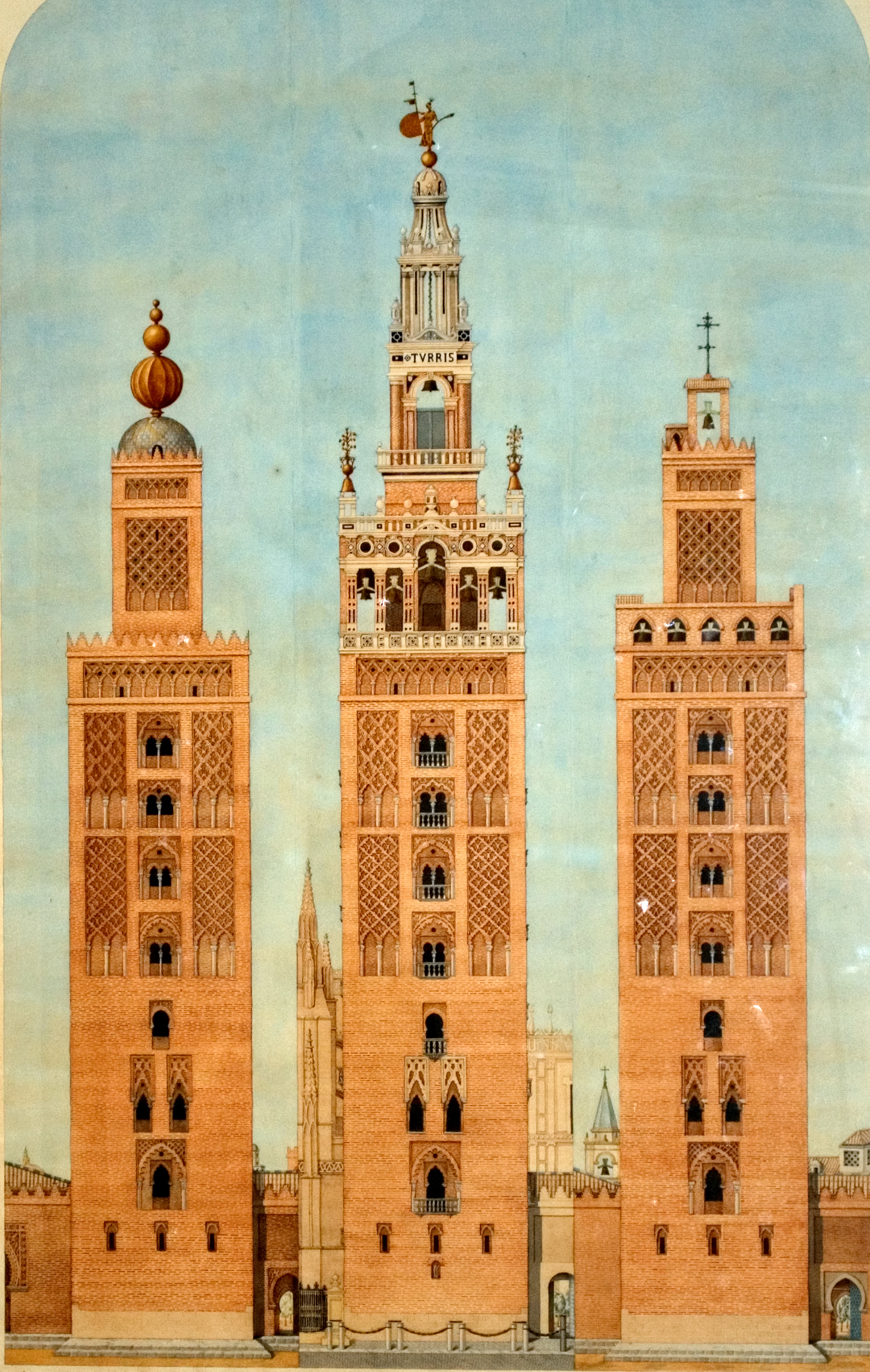
Хіральда в різних епохах

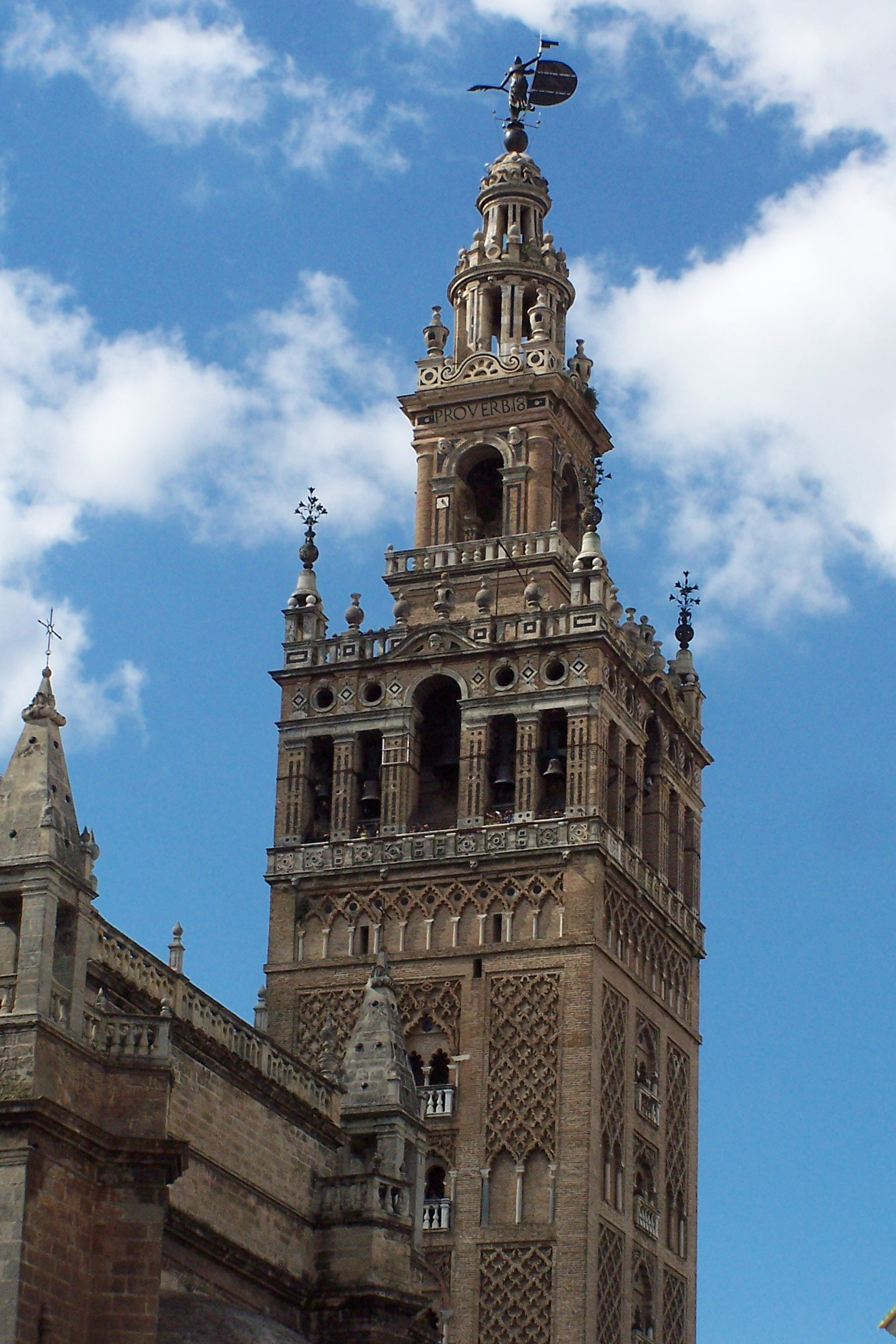
Хіральда

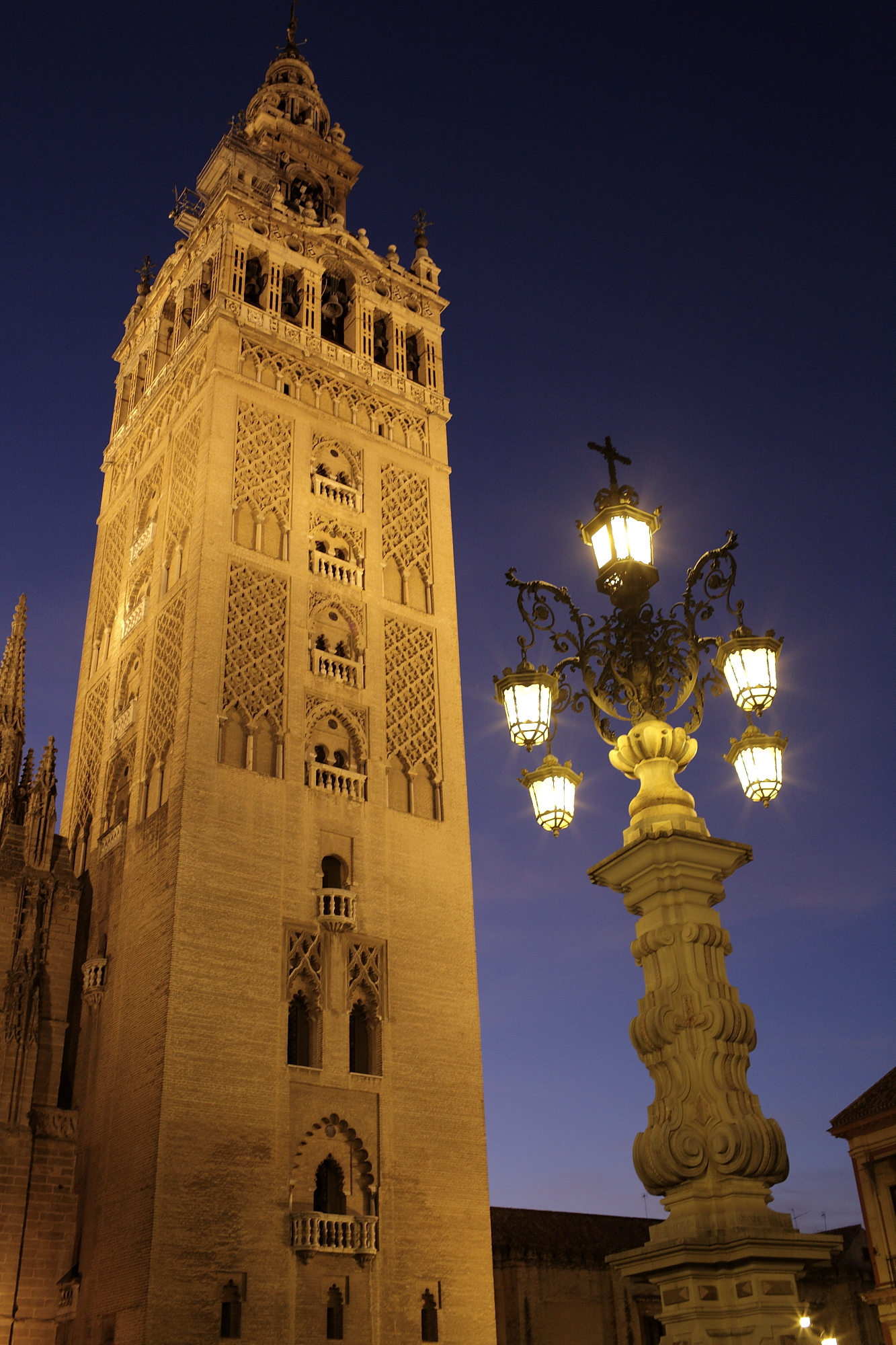
Хіральда вночі

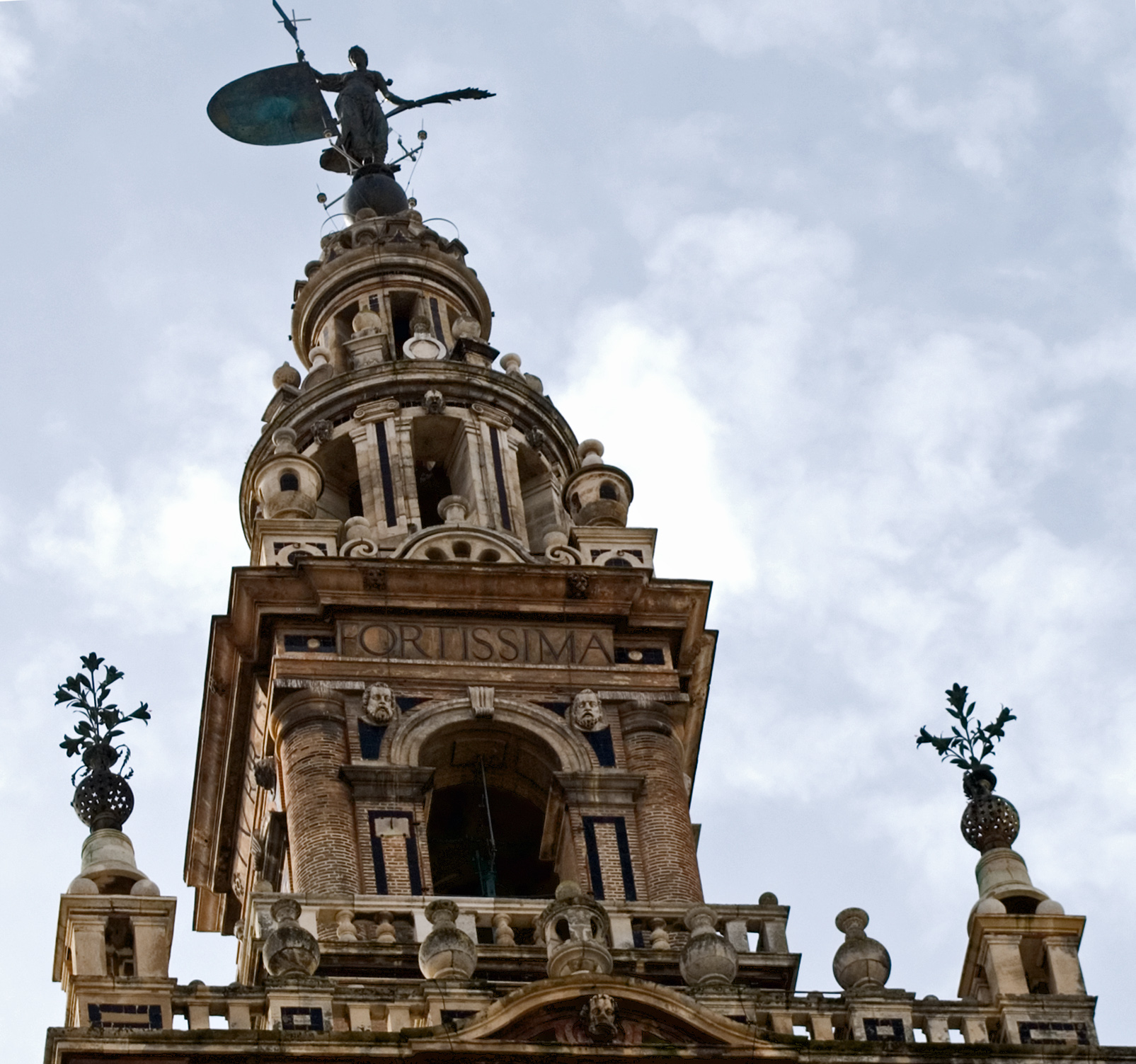
Хіральда (деталь)

Хіральда (ісп. La Giralda la xiˈɾalda) — чотирикутна вежа, що піднімається над Севільським кафедральним собором. Пам'ятка Іспанії та символ Севільї. Її висота приблизно 95 м.

## Історія
Прототипом для Хіральди став мінарет мечеті Кутубія в Марракеші (Марокко). 1184 року розпочалося будівництво за проектом архітектора Ахмеда бен Бану, у часи правління Абу Юсуфа Якуба аль-Мансура та період розквіту мавританського мистецтва в Андалусії. Продовжив керувати будівництвом Алі-аль-Ґумарі, а завершив вже сицілійський архітектор Абу Лейт Аль-Сікіллі в 1198 році. Вежа є частиною мінарета Великої мечеті Севільї. За часів арабського правління Хіральду вінчали чотири мідних позолочених кулі. У хроніці короля Альфонсо Мудрого зазначено, що коли сонце освітлювало кулі, їх відблиск виднівся на відстані дня шляху від міста. Плоский дах мінарету використовули як обсерваторію, тоді найбільшу в Європі.
Після завоювання Фердінандо III в 1248 році Севільї, мечеть використовували як собор. Пізніше перебудувавши в готичному стилі. Мінарет, однак, зберіг свою первісну форму і став використовуватися як дзвіниця Севільського собору.
1568 року кордовський архітектор Ерман Руїс добудував вежу в стилі іспанського Ренесансу, додавши нову квадратну дзвіницю, увінчану трьома послідовно меншими ярусами «ліхтарів». На верхній стояла на кулі чотириметрова бронзова статуя Віри з прапором у руках та на висоті 83 метри служила флюгером (на ісп. giralda). Статуя виконана в 1568 році скульптором Бартоломе Морелем.
Хіральда єдина мусульманська споруда, яка вистояла в тривалу 16-місячну облогу Севільї християнами в часи Реконкісти. З оглядового майданчика відкривається чудовий вид на Севілью.
Спочатку Ла Хіральда називалася не вся дзвіниця, а статуя, яка своїми розмірами та масивністю справляла сильне враження на сучасників. Проспер Меріме в «Душах чистилища» стверджує, ніби севільський «чичероне вам розповість, як дон Жуан зробив дивну пропозицію Хиральді — бронзовій фігурі, яка вінчає мавританську вежу собору, і як Хіральда його прийняла».

## Архітектура
Стародавня мавританська частина башти піднімається на 70 метрів. Вежа дуже компактна за обсягом, а тонкий орнамент на стінах надає їй особливу легкість та стрункість. У плані вежа представляє з себе чотирикутник зі стороною 13,6 метра. Основа вежі складена з великих каменів із зруйнованих римських споруд, подекуди на каменях збереглися ще римські написи. Інша частина башти побудована з цегли. Орнаментальний візерунок починається лише на висоті 25 метрів. Орнамент починається не від ребра башти, а з певним відступом, ліворуч та праворуч залишається вузька вільна смуга. Знизу орнамент починається від арок з нішами, розділеними невеликими мармуровими колонами. Між смугами орнаменту пробиті вікна підковоподібної форми. 

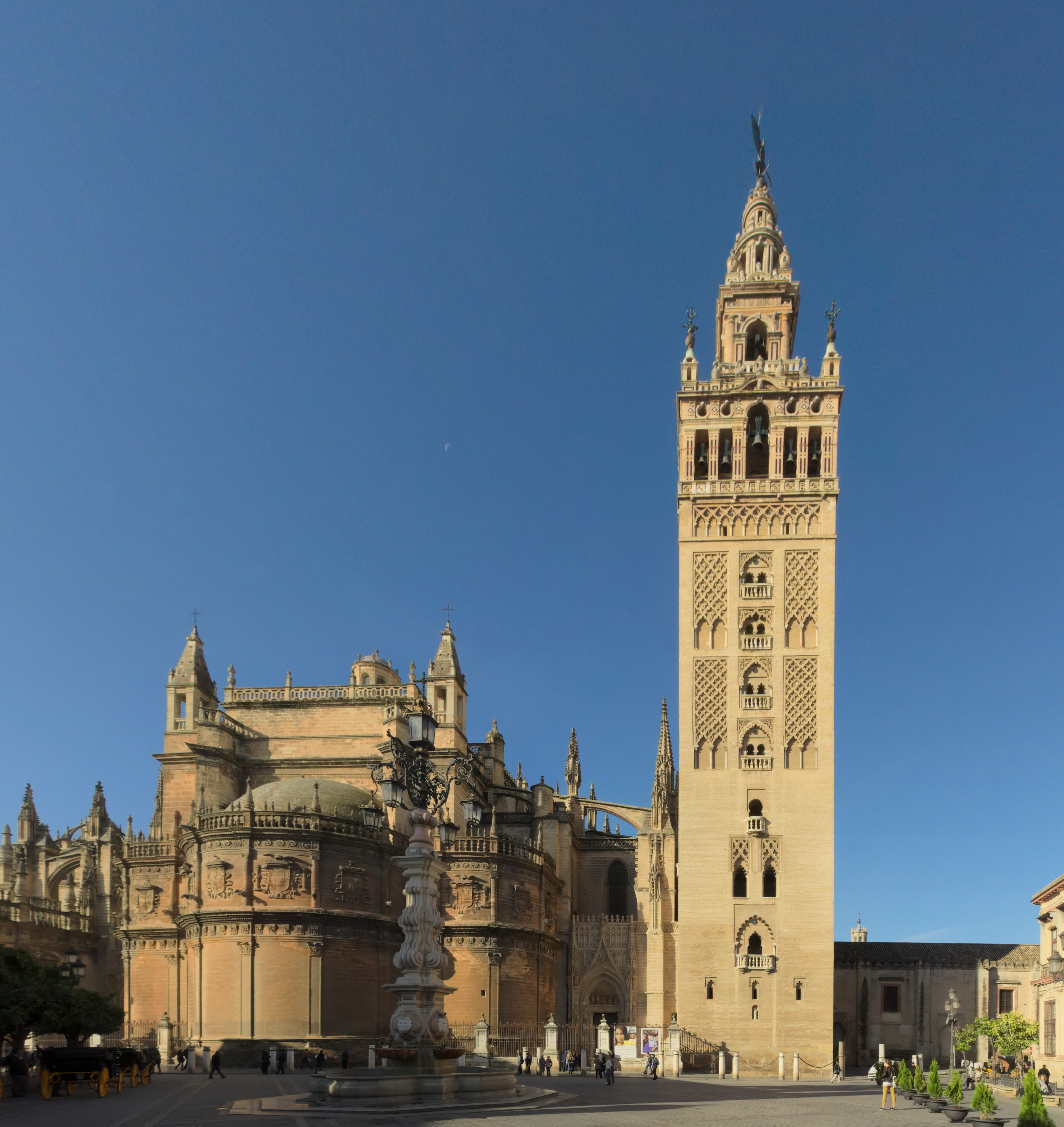
Хіральда з Севільським собором

Усередині башти йде широкий пологий пандус. По цій рампі можна було в'їжджати на коні на верхів'я вежі.